# 豫州城遗址及墓地
豫州城遗址及墓地位于内蒙古自治区通辽市扎鲁特旗。分别是位于巴雅尔图胡硕镇别日木图嘎查的辽代豫州城遗址和位于乌日根塔拉农场一分场东北山的寂善大师墓地。
豫州城遗址即辽朝豫州的城址，豫州是横帐（皇族）陈王的私城和头下军州。在上京道临潢府的辖区内。豫州城遗址被发现于1975年，1989年定为原哲里木盟重点文物保护单位。2006年9月，以“巴雅尔图胡硕城址”之名称列入第四批内蒙古自治区文物保护单位。
寂善大师墓地是辽朝贵族的墓群，有二百多座古墓。寂善大师即辽圣宗妃耿淑仪。寂善大师墓曾是扎鲁特旗重点文物保护单位，1996年1月发现墓柏木护壁被盗。2006年9月，以“寂善大师墓地”之名列入第四批内蒙古自治区文物保护单位。
2013年3月，这两处辽朝遗址，以“豫州城遗址及墓地”的名称被中国国务院列为第七批全国重点文物保护单位（古遗址）。